# Cheongnyongnopo-dong
Cheongnyongnopo-dong (koreanska: 청룡노포동) är en stadsdel i stadsdistriktet Geumjeong-gu i staden Busan, i den sydöstra delen av Sydkorea, 300 km sydost om huvudstaden Seoul. Den består av områdena Cheongnyong-dong och Nopo-dong. 